# Хайнрих фон Клайст
Бернд Хайнрих Вилхелм фон Клайст (на немски: Bernd Heinrich Wilhelm von Kleist; 18 октомври 1777, Франкфурт на Одер – 21 ноември 1811, Ванзе край Берлин), познат повече като Хайнрих фон Клайст е германски драматург, поет и прозаик. Той е един от родоначалниците на жанра къс разказ. Сто години след смъртта му, през 1912 г., е учредена престижната литературна награда „Хайнрих фон Клайст“.

## Биография
Клайст произхожда от старинно знатно семейство. Неговият баща, Йоахим Фридрих фон Клайст, е щабскапитан от пехотата в гарнизона на Франкфурт на Одер. Майка му, Юлиане Улрике, е втора жена на баща му. Те имат пет деца: Фридерике, Аугусте Каролина, Хайнрих, Леополд Фридрих и Юлиане.
След смъртта на баща му през 1788 г. Хайнрих е изпратен да учи в Берлин. През 1792 г. той постъпва на служба в гвардейския полк в Потсдам и през 1796 г. взема участие във войната против Франция. През 1799 г. успява да се издигне до чин лейтенант. След това изучава математика, физика и латински в университета Виадрина, а през 1800 г. получава работа като чиновник в администрацията на финансовия министър в Берлин. Пътува във Франция и Швейцария.
След пътуване по Франция заедно със сестра си, Улрика, Клайст се установява в Берн, където завършва първата си пиеса „Семейство Шрофенщайн“. През 1802 г. се скарва с годеницата си Вилхелмина и изпада в силна депресия. Лекарите поставят диагноза „черна меланхолия“. Улрика го връща във Ваймар. Драмата „Семейство Шрофенщайн“ е публикувана анонимно през следващата година. Същата година той се отправя на мащабно пътешествие по Европа, посещава Лайпциг, Дрезден, Берн, Милано, Женева, Париж. През октомври, след записа на ръкописа на „Роберт Гуискард“ – втората своя пиеса, Клайст тайно напуска столицата на Франция и отива във военния лагер Булон, без да има паспорт, за да постъпи във френската армия, която се готвела да нахлуе във Великобритания. След това обаче той се отказва от плановете си и се връща в Германия. Разболява се скоро след установяването си в Майнц, остава на легло шест месеца, но завършва през това време работата си над „Роберт Гуискард“.
През 1808 г. Клайст, в сътрудничество с Адам Мюлер издава първия брой на литературното списание „Феб“. Клайст предлага на Гьоте да сътрудничи на списанието, но той отказва, като рязко разкритикува Клайст. „Феб“ се издава само една година. През същата година се отпечатва новелата „Маркиза д’О“ и откъс от новелата „Михаел Колхаас“. Същевременно Клайст представя на публиката пиесата си „Счупената делва“.
През 1810 г. Хайнрих се сприятелява с болната от рак млада и романтично настроена Хенриете Фогел. Двамата решават да се самоубият, осъществявайки маниакалната идея, която Клайст неведнъж е обсъждал със своята роднина, покровителка и довереник Мари фон Клайст. В предсмъртното си писмо той пише: „Намерих си приятелка с душа, носеща се във висините като млад орел, готова да умре с мен.“. На 21 ноември 1811 г. той първо застрелва приятелката си, а после и себе си.